# Vintervägstjärnen (Byske socken, Västerbotten)
Vintervägstjärnen är en sjö i Skellefteå kommun i Västerbotten och ingår i Jävreåns huvudavrinningsområde. Sjön har en area på 0,0727 kvadratkilometer och ligger 81,1 meter över havet.

## Delavrinningsområde
Vintervägstjärnen ingår i det delavrinningsområde (723751-175502) som SMHI kallar för Utloppet av Vintervägstjärnen. Medelhöjden är 88 meter över havet och ytan är 1,27 kvadratkilometer. Det finns inga avrinningsområden uppströms utan avrinningsområdet är högsta punkten. Vattendraget som avvattnar avrinningsområdet har biflödesordning 3, vilket innebär att vattnet flödar genom totalt 3 vattendrag innan det når havet efter 22 kilometer. Avrinningsområdet består mestadels av skog (37 procent) och sankmarker (54 procent). Avrinningsområdet har 0,07 kvadratkilometer vattenytor vilket ger det en sjöprocent på 5,7 procent.